# Оттер-Тейл-Пенинсула (тауншип, Миннесота)
Оттер-Тейл-Пенинсула (англ. Otter Tail Peninsula) — тауншип в округе Касс, Миннесота, США. На 2000 год его население составило 43 человека.

## География
По данным Бюро переписи населения США площадь тауншипа составляет 194,5 км², из которых 166,5 км² занимает суша, а 28,0 км² — вода (14,38 %).

## Демография
По данным переписи населения 2000 года здесь находились 43 человека, 22 домохозяйства и 15 семей. Плотность населения —  0,3 чел./км². На территории тауншипа расположена 91 постройка со средней плотностью 0,5 построек на один квадратный километр. Расовый состав населения: 86,05 % белых, 2,33 % коренных американцев и 11,63 % приходится на две или более других рас.
Из 22 домохозяйств в 4,5 % воспитывались дети до 18 лет, в 63,6 % проживали супружеские пары, в 4,5 % проживали незамужние женщины и в 27,3 % домохозяйств проживали несемейные люди. 27,3 % домохозяйств состояли из одного человека, при том 9,1 % из — одиноких пожилых людей старше 65 лет. Средний размер домохозяйства — 1,95, а семьи — 2,31 человека.
9,3 % населения — младше 18 лет, 2,3 % — в возрасте от 18 до 24 лет, 9,3 % — от 25 до 44, 48,8 % — от 45 до 64, и 30,2 % — старше 65 лет. Средний возраст — 58 лет. На каждые 100 женщин приходилось 95,5 мужчин. На каждые 100 женщин старше 18 приходилось 95,0 мужчин.
Средний годовой доход домохозяйства составлял 31 875 долларов, а средний годовой доход семьи —  90 000 долларов. Средний доход мужчин —  29 375  долларов, в то время как у женщин — 25 625. Доход на душу населения составил 30 869 долларов. За чертой бедности не находились ни одна семья и ни один человек.